# Guy Liagre
Guy Liagre (Gent, 1957) is een Belgische theoloog, dominee en was van 1 januari 2005 tot mei 2012 voorzitter van de Verenigde Protestantse Kerk in België (VPKB). Hij was tevens docent kerkgeschiedenis 19de eeuw aan de Protestantse Theologische Faculteit te Brussel.

## Biografie
Liagre behaalde een humanioradiploma paramedische beroepen in Gent en studeerde voor een korte tijd aan het Hoger Instituut Protestantse Godsdienstwetenschappen (HIPGO) te Brussel.
Hij studeerde vervolgens theologie aan de Faculteit voor Protestantse Godgeleerdheid te Brussel en aan de School of Theology in Claremont (USA). Hij behaalde in 1998 Summa Cum Laude het doctoraat in de protestantse godgeleerdheid met een proefschrift getiteld: Graaf Eugène Goblet d’Alviella (1846-1925) Proeve van een cultuurhistorisch en religieus portret (1846-1900).
Van 1980 tot 2005 was hij als gemeentepredikant van de Verenigde Protestantse kerk in België werkzaam in Geraardsbergen (1980-1984), Menen (1984-1990) en de protestantse kerk in Brussel (1990-2005).
In de Verenigde Protestantse Kerk in België vervulde Liagre tal van functies als voorzitter van meerdere commissies en moderator van de synode, het hoogste beleidsorgaan in de protestantse kerkstructuur. In 1998 werd hij docent voor de Nederlandstalige afdeling aan de Faculteit voor Protestantse Godgeleerdheid. In 2005 volgde een aanstelling  als synodevoorzitter van de Verenigde Protestantse Kerk in België (voorzitter van de synodale of uitvoerende raad) en tevens als co-voorzitter van de Administratieve Raad voor protestantse en Evangelische Eredienst in België (ARPEE). Hij was van 15 april 2008 tot mei 2012 tevens de eerste voorzitter van de interreligieuze Belgian Council of Religious Leaders. In 2011 verkoos de Conferentie van Europese Kerken (CEC) Liagre als Secretaris-Generaal, waarna hij naar Genève ging wonen waar hij van 2012 tot 1 januari 2016 werkte. De organisatie beschikte op dat moment over kantoren in Brussel, Genève en Straatsburg. Op 1 februari 2016 begon Liagre te werken als predikant van de Eglise Réformée du Canton de Vaud (Zwitserland). Hij werd in 2017 verkozen als lid van de synode van de Eglise Réformée de Suisse, en in 2021 tot voorzitter van de synodale beheerscommissie van de EERS (Eglise Réformée de Suisse). Vanaf 1 oktober 2023 trad hij in dienst als predikant van de Église Réformée du Canton du Valais in de hoedanigheid van predikant voor de protestantse kerk van Crans-Montana en ziekenhuisaalmoezenier aldaar. In 2024 volgde zijn aanstelling als decaan van het predikantenkorps (predikanten en diakenen) van de Église Réformée du Canton du Valais.     
Hij is 3stars Paul Harris Fellow, gewezen voorzitter van rotary club Brussel Coudenberg, stichtend voorzitter en erelid van rotary club Brussel Cantersteen en lid van rotary club Sion (Zwitserland).
Liagre publiceerde honderden artikelen en enkele boeken over de geschiedenis van het protestantisme in Vlaanderen, de Pays-d'Enhaut (Zwitserland) en de antiklerikale strijd in de negentiende eeuw. Hij is ook de auteur van tientallen historische artikelen over de relatie tussen protestantisme en vrijmetselarij en aanverwante onderwerpen.
Guy Liagre is gehuwd met de Anne-Marie de Graeve uit Wetteren (1978). Samen hebben ze 4 kinderen en 11 kleinkinderen. 

## Publicaties - Boeken
- Het Licht op de kandelaar. De geschiedenis van de protestantse kerk in Geraardsbergen (1988)
- In Christus is noch West noch Oost, Hand in hand, Menen-Willich 1967-1992 25 jaar partnerschap (1993)
- Perspectief op de Oecumene, Schetsen en studies aangeboden aan Dr. G.J. Lindijer (1996)
- Geuzenprotest. Henry Tant en het protestants antiklerikalisme in de geschiedenis van Roeselare (1876-1914) (1999)
- Pastor in de weer. Predikant zijn tussen vraag en antwoord. Vriendenboek ter gelegenheid van het zilveren ambtsjubileum van ds. G.R.A. Schouten (1999)
- Filips van Marnix, heer van Sint-Aldegonde (1540 - 1598), (met Wim De Hertogh, 1998)
- Edmond Wiétrich en de geschiedenis van de vrijzinnig-protestantse "Foyer de l'âme" in Charleroi (1936-1949), (1998)
- Anders geloven : geschiedenis van het Nederlandstalig protestantisme te Brussel en zijn organisaties (2004)
- Tussen behouden en vernieuwen : 25 jaar Verenigde Protestantse Kerk in België, schetsen en studies aangeboden aan ds. Daniël Vanescote (2005)
- Belgisch protestantisme in perspectief : doorkijkjes in 450 jaar ideeëngeschiedenis (2011)
- The Belgic Confession at 450 - co-editor (2012).
- Orthodox Handbook on Ecumenism, Resources for Theological Education - co-editor (2013)
- Pensées Européennes - De l’homo nationalis à une nouvelle citoyenneté (2015)
- Si l'Eternel ne bâtit la maison… L'Histoire de la Chapelle de La Lécherette (2018)